# Wachtang (Liparteliani)
Wachtang, imię świeckie Giorgi Liparteliani (ur. 25 października 1965) – gruziński duchowny prawosławny, od 2015 biskup Nikorcmindy.

## Życiorys
8 marca 2009 r. otrzymał święcenia diakonatu, a 24 października prezbiteratu, połączone z nadaniem godności archimandryty. 25 maja 2015 roku otrzymał chirotonię biskupią.